# Жуховицький Самуїл Маркович
Самуї́л Ма́ркович Жуховицький (13 грудня 1916, Одеса — 29 вересня 2016, Новочеркаськ) — український, радянський і російський шахіст, майстер спорту СРСР (1939), міжнародний майстер (1967).

## Біографія
Самуїл Жуховицький народився в Одесі. Гри в шахи його навчив дачний товариш Шура Гольдберг, коли Жуховицькому було 12 років. Цікаво, що він одразу обіграв свого учителя.
Вперше прізвище Жуховицького з'явилося в одеській пресі на початку 1934 року. У чемпіонаті Одеси набравши 6 з 11 можливих очок він розділив 3—6 місця серед 12 учасників. У 1935 році Самуїл переміг колишнього чемпіона світу Хосе Рауля Капабланку у сеансі одночасної гри, яку той проводив у Одесі гастролюючи країною після другого міжнародного турніру в Москві. У тому ж році Жуховицький разом з майстром Борисом Верлинським став переможцем чемпіонату Одеської області, при цьому обігравши в очній зустрічі іменитого суперника.
У 1936 році Самуїл Жуховицький вперше взяв участь в чемпіонаті України посівши 5 місце серед 18 учасників, при цьому переміг майстрів Федора Богатирчука та Олександра Константинопольського. Жуховицький ще двічі грав у фінальних турнірах чемпіонатів України, зокрема у 1937 році розділив 7—10 місця, а у 1940 році посів 5 місце.
У 1939 році посівши друге місце на всесоюзному турнірі кандидатів у майстри (Ростов-на-Дону), виконав норму майстра спорту.
Учасник німецько-радянської війни. Служив у танкових військах, був нагороджений кількома медалями.
Після демобілізації Самуїл навчався на історичному факультеті спочатку Одеського, а потім Ленінградського університетів. Після закінчення якого працював учителем у школі.
У період 1940-1950-х років проживав у багатьох містах радянського союзу, зокрема Воронежі, Баку, Таллінні, Ризі, Кишиневі, Харкові. Він регулярно грав у півфіналах чемпіонатів СРСР, ставав призером та переможцем чемпіонатів Азербайджану, Латвії, Естонії, Молдови, але для того, щоб пробитися у фінал чемпіонату СРСР, йому щоразу не вистачало лише однієї виграної партії.
У 1957—1960 рр. працював тренером та керував шахово-шашковим гуртком у Палаці піонерів та дитячо-юнацької спортивної школі в Кишиневі. Але тренер з нього був не дуже, за два роки він не зумів підготувати жодного третьорозрядника. Тоді ж стало відомо про його багатоженство, коли під час одного з турнірів у столиці Молдови до нього приїхало кілька жінок, кожна з яких стверджувала, що є дружиною Жуховицького. Самуїл Маркович був дискваліфікований спеціальною комісією і повернувся до виступів лише 1962 року. Загалом за спогадами друзів, у Жуковицького загалом був одружений сім разів, при цьому молдавські шахісти стверджують, що у нього було не менше десяти дружин.
У серпні 1961 року оселився в Новочеркаську, працював шаховим тренером та до кінця життя разом з останньою дружиною Галиною Григорівною проживав у Новочеркаську.
У 1963 році Жуховицький у складі збірної Ростовської області, граючи на першій шахівниці, став переможцем Спартакіади народів РРФСР.
У складі збірної РРФСР срібний призер 10-го чемпіонату СРСР між командами союзних республік (проводився в рамках Спартакіади народів СРСР) 1967 року в Москві (з найкращим результатом серед запасних учасників). За цей успіх Жуховицького включили до чемпіонату СРСР 1967 року, який того року проходив за швейцарською системою.
Через два роки у віці 50-ти років Самуїл Маркович став переможцем півфіналу чемпіонату СРСР 1969 року. У фінальній частині він набрав 11 очок з 22 можливих посівши 13 місце.
Самуїл Жуховицький у турнірних партіях мав рівний рахунок із Михайлом Талем та Тиграном Петросяном.
У 1998 році став бронзовим призером чемпіонату Росії серед ветеранів.
У грудні 2011 року в Новочеркаську відбувся відкритий чемпіонат Півдня Росії зі швидких шахів, присвячений 95-річчю Жуховицького. Турнір вирішено було зробити щорічним. Із 2016 року це турнір його пам'яті.

## Турнірні результати

### Чемпіонати України
Самуїл Жуховицький зіграв у трьох фінальних турнірах чемпіонатів України, набравши при цьому 29 очок з 51 можливого (+20-13=18).
| Рік  | Місто | Турнір                 | + | − | = | Результат | Місце  |
| ---- | ----- | ---------------------- | - | - | - | --------- | ------ |
| 1936 | Київ  | 8-й чемпіонат України  | 8 | 5 | 4 | 10 з 17   | 5      |
| 1937 | Київ  | 9-й чемпіонат України  | 5 | 4 | 8 | 9 з 17    | 7 — 10 |
| 1940 | Київ  | 12-й чемпіонат України | 7 | 4 | 6 | 10 з 17   | 5      |

### Чемпіонати СРСР
| Рік  | Місто          | Турнір                                   | +  | − | =  | Результат | Місце   |
| ---- | -------------- | ---------------------------------------- | -- | - | -- | --------- | ------- |
| 1940 | Київ           | Півфінал 12-го чемпіонату СРСР           | 7  | 6 | 3  | 8½ з 16   | 9       |
| 1947 | Ленінград      | Півфінал 16-го чемпіонату СРСР           | 5  | 5 | 5  | 7½ з 15   | 8 — 9   |
| 1950 | Ленінград      | Півфінал 18-го чемпіонату СРСР           | 3  | 5 | 7  | 6½ з 15   | 11      |
| 1951 | Баку           | Півфінал 19-го чемпіонату СРСР           | 5  | 6 | 8  | 9 з 19    | 12 — 14 |
|      | Рига           | Чвертьфінал 20-го чемпіонату СРСР        | 1  | 6 | 8  | 5 з 15    | 14      |
| 1952 | Тбілісі        | Чвертьфінал 21-го чемпіонату СРСР        |    |   |    | 9½ з 15   | 4       |
| 1953 | Вільнюс        | Півфінал 21-го чемпіонату СРСР           | 6  | 5 | 3  | 7½ з 14   | 6 — 7   |
| 1956 | Єреван         | Чвертьфінал 24-го чемпіонату СРСР        | 8  | 5 | 6  | 11 з 19   | 7 — 8   |
| 1957 | Тбілісі        | Чвертьфінал 25-го чемпіонату СРСР        | 6  | 3 | 10 | 11 з 19   | 4 — 6   |
|      | Ленінград      | Півфінал 25-го чемпіонату СРСР           | 8  | 7 | 4  | 10 з 19   | 10      |
| 1958 | Алма-Ата       | Чвертьфінал 26-го чемпіонату СРСР        | 12 | 3 | 4  | 14 з 19   | 2       |
|      | Баку           | Півфінал 26-го чемпіонату СРСР           | 3  | 8 | 4  | 5 з 15    | 13 — 14 |
| 1967 | Харків         | 35-й чемпіонат СРСР                      | 6  | 5 | 2  | 7 з 13    | 41 — 57 |
| 1969 | Ростов-на-Дону | Півфінал 37-го чемпіонату СРСР           | 8  | 1 | 8  | 12 з 17   | 1       |
|      | Москва         | 37-й чемпіонат СРСР                      | 5  | 5 | 12 | 11 з 22   | 13      |
| 1977 | Бєльці         | Відбірковий турнір 45-го чемпіонату СРСР | 2  | 6 | 5  | 4½ з 13   | 59 — 60 |

### Чемпіонати інших союзних республік
| Рік  | Місто     | Турнір                                | +  | − | =  | Результат | Місце   |
| ---- | --------- | ------------------------------------- | -- | - | -- | --------- | ------- |
| 1953 | Тарту     | Чемпіонат Естонії                     |    |   |    | 12½ з 19  | 4       |
| 1956 | Баку      | Чемпіонат Азербайджану                |    |   |    | 9 з 15    | 7       |
| 1957 |           | Чемпіонат Азербайджану                |    |   |    | 13½ з 15  | Gold    |
|      | Кишинів   | 14-й чемпіонат Молдавії               | 14 | 0 | 1  | 14½ з 15  | 1       |
| 1958 |           | 15-й чемпіонат Молдавії               |    |   |    | 14½ з 16  | Gold    |
| 1959 | Кишинів   | 16-й чемпіонат Молдавії               |    |   |    | 16 з 17   | Gold    |
| 1967 | Ленінград | Спартакіада народів (чемпіонат) РРФСР |    |   |    | 8½ з 11   | Gold    |
| 1968 | Грозний   | Чемпіонат РРФСР                       | 1  | 5 | 10 | 6 з 16    | 15      |
| 1970 | Куйбишев  | Чемпіонат РРФСР                       | 3  | 5 | 9  | 7½ з 17   | 12 — 14 |

### Інші турніри
| Рік  | Місто          | Турнір                                           | + | − | = | Результат | Місце  |
| ---- | -------------- | ------------------------------------------------ | - | - | - | --------- | ------ |
| 1934 | Одеса          | Чемпіонат Одеси                                  |   |   |   | 6 з 11    | 3 — 6  |
|      | Одеса          | 1-й Одеський обласний шаховий з'їзд              | 5 | 1 | 3 | 5½ з 9    | 5 — 6  |
| 1935 | Одеса          | Чемпіонат Одеської області                       |   |   |   | 8½ з 11   | 1 — 2  |
| 1937 | Одеса          | Чемпіонат Одеси                                  |   |   |   | 7½ з 11   | 2 — 3  |
|      | Одеса          | Чемпіонат Одеської області                       |   |   |   | 8½ з 12   | 1 — 2  |
| 1939 | Ростов-на-Дону | Всесоюзний турнір кандидатів у майстри (група 3) | 7 | 2 | 4 | 9 з 13    | 2      |
| 1941 | Одеса          | Чемпіонат Одеси                                  |   |   |   | 9 з 12    | 1      |
| 1943 | Челябінськ     | шаховий турнір                                   |   |   |   |           | 1      |
| 1944 | Воронеж        | Чемпіонат Воронежа                               |   |   |   |           | 1      |
| 1945 | Воронеж        | Чемпіонат Воронезької області                    | 9 | 0 | 1 | 9½ з 10   | 1 — 2  |
| 1946 | Воронеж        | Чемпіонат Воронезької області                    |   |   |   | 13 з 14   | 1 — 2  |
| 1949 | Ленінград      | Чемпіонат Ленінграда                             | 9 | 3 | 6 | 12 з 18   | 2 — 4  |
| 1950 | Ленінград      | Чемпіонат Ленінграда                             | 7 | 3 | 3 | 8½ з 13   | 3 — 4  |
| 1967 | Сочі           | Міжнародний турнір «Меморіал Чигоріна»           | 4 | 5 | 6 | 7 з 15    | 8 — 10 |
| 1971 | Дубна          | Міжнародний турнір                               | 5 | 4 | 4 | 7 з 13    | 5      |
| 1979 | Росто-на-Дону  | Чемпіонат Ростовської області                    |   |   |   | 10 з 13   | 1 — 2  |